# Miquel Casasnovas Riera
Miquel Casasnovas Riera, “Miquel de s'hort d'en Vigo” (Ciutadella de Menorca, 11 d'agost de 1904 – Palma, 15 de gener de 1987) fou un sabater, sindicalista i polític menorquí. Va ser un dels fundadors el 1932 del Radio Comunista de Ciutadella i del PCE a Menorca. Participà en les llistes de la candidatura del PCE a les Illes en les eleccions a Corts de novembre de 1933. Entre el 17 de febrer de 1937 i el 3 de març de 1938 va ser designat alcalde president del Consell Municipal de Ciutadella. Les diferències internes en el si del Front Popular de Ciutadella condueixen a la dimissió dels vocals del Ràdio Comunista, així com del propi Miquel Casasnovas acusat pels socialistes i anarquistes d'afavorir els interessos privats d'alguns industrials de calçat vinculats al PSOE (entre ells Pere Josep Pons Menéndez, Lluís Esteban…)